# Hengshui
Hengshui är en stad på prefekturnivå som är belägen i provinsen Hebei i norra Kina. Den ligger omkring 250 kilometer söder om Kinas huvudstad Peking.

## Administrativ indelning

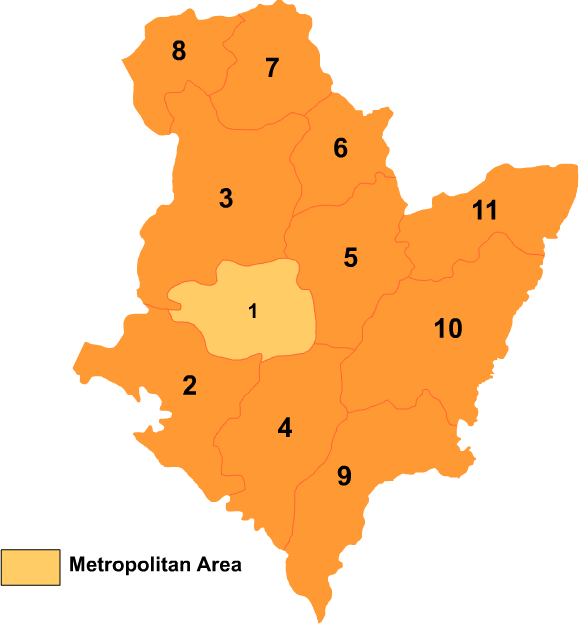
Hengshuis administrativa indelning.

Hengshui består av ett stadsdistrikt, två städer på häradsnivå och åtta härad:
1. Stadsdistriktet Taocheng (桃城区 Táochéng qū), 590 km², 522 147 invånare (2010), stadscentrum och säte för stadsfullmäktige;
2. Staden Jizhou (冀州市 Jìzhōu shì), 918 km², 362 013 invånare;
3. Staden Shenzhou (深州市 Shēnzhōu Shì), 1 244 km², 566 087 invånare;
4. Häradet Zaoqiang (枣强县 Zǎoqiáng xiàn), 903 km², 394 469 invånare;
5. Häradet Wuyi (武邑县 Wǔyì xiàn), 830 km², 315 693 invånare;
6. Häradet Wuqiang (武强县 Wǔqiáng xiàn), 442 km², 214 549 invånare;
7. Häradet Raoyang (饶阳县 Ráoyáng xiàn), 573 km², 280 498 invånare;
8. Häradet Anping (安平县 Ānpíng xiàn), 493 km², 328 512 invånare;
9. Häradet Gucheng (故城县 Gùchéng xiàn), 941 km², 487 025 invånare;
10. Häradet Jing (景县 Jǐng xiàn), 1 183 km², 528 693 invånare;
11. Häradet Fucheng (阜城县 Fùchéng xiàn), 698 km², 341 087 invånare;

## Klimat
Genomsnittlig årsnederbörd är 710 millimeter. Den regnigaste månaden är juli, med i genomsnitt 265 mm nederbörd, och den torraste är januari, med 4 mm nederbörd.